# Boaedon virgatus
Espèce
Synonymes
- Coelopeltis virgata Hallowell, 1854
- Boaedon nigrum Fischer, 1856
- Boodon ventralis Günther, 1888

Boaedon virgatus est une espèce de serpents de la famille des Lamprophiidae. 

## Répartition
Cette espèce se rencontre au Bénin, en Côte d'Ivoire, au Cameroun, au Gabon, en Gambie, au Ghana, en Guinée, en Guinée équatoriale, au Liberia, au Nigeria, en République centrafricaine, en République démocratique du Congo, en République du Congo, à Sao Tomé-et-Principe et  au Togo.

## Description
Dans sa description Hallowell indique que le spécimen en sa possession mesure 55 cm dont 9 cm pour la queue. Son dos est uniformément brun et ses flancs présentent une tonalité rougeâtre. Sa tête est barrée de deux fines lignes jaunes dont la supérieure passe par l’œil. Le centre de sa face ventrale est jaune paille.

## Publication originale
- Hallowell, 1854 : Remarks on the geographical distribution of reptiles, with descriptions of several species supposed to be new, and corrections of former papers. Proceedings of the Academy of Natural Sciences of Philadelphia, vol. 7, p. 98-105 (texte intégral).